# Olosz Gergely
 Olosz Gergely (Sepsiszentgyörgy, 1976. szeptember 30. –) erdélyi magyar politikus, 2008-tól a Romániai Magyar Demokrata Szövetség (RMDSZ) felső-háromszéki képviselője.

## Élete
Az Országos Urániumtársaság, igazgatója, illetve az Országos Energiaszabályzó Hatóság elnöke volt.
2007-2008-ban az Országos Energiaszabályzó Hatóság elnöke volt. 2008 decemberétől parlamenti képviselő, 2010-től az RMDSZ képviselőházi frakcióvezetője volt. Mandátuma 2012 decemberéig tartott, ezt követően pedig az RMDSZ háromszéki szenátora lett. 2013-ban az ellene megfogalmazott korrupciós vádak miatt szenátori tisztségéről lemondott.
2011-ben pályázott az RMDSZ elnöki tisztére, ám Kelemen Hunor és Eckstein-Kovács Péter mögött a harmadik helyen végzett.

## Korrupciós vád és elítélése
2012. október 4-én a romániai ügyészség vádat emelt ellene 2010 májusa és 2011 februárja között elkövetett befolyással való üzérkedés gyanúja miatt. Az Országos Korrupcióellenes Ügyészség (DNA) vizsgálata szerint 500.000 euróért és 400.000 lejért cserébe 4 céget juttatott kereskedelmi szerződésekhez. Olosz Gergely a vádakat alaptalannak nevezte.
2013. július 17-én befolyással való üzérkedés miatt első fokon hét év börtönbüntetésre ítélték, de a döntést a fellebbviteli bíróság október elején érvénytelennek nyilvánította, mivel az Olosz ügyvédi foglalkozása miatt csak a Bukaresti Fellebbviteli Bíróságnak lett volna joga döntést hozni ügyében. A megismételt eljárásban a bukaresti bíróság, első fokon három év letöltendő börtönbüntetésre ítélte Oloszt.   Azóta nemzetközi körözés alatt áll, menekülőben.